# Don’t Forget
Don’t Forget – debiutancki album studyjny amerykańskiej wokalistki Demi Lovato. Album ukazał się w USA 23 września 2008 nakładem wytwórni muzycznej Hollywood Records. Album został poprzedzony singlem do utworu „Get Back”. Trafił na 2. miejsce Billboard Hot 100 w pierwszym tygodniu sprzedaży, o jedno miejsce wyprzedził ją tylko album Metaliki. W pierwszym tygodniu sprzedał się w 93,000 nakładzie. Dla porównania dodajmy ze druga płyta Vanessy Hudgens w pierwszym tygodniu sprzedała się tylko w 22,000 nakładzie. Album Lovato w Brazylii uzyskał status złotej płyty.
W Polsce premiera odbyła się 27 kwietnia. Płyta została bardzo pozytywnie przyjęta przez krytyków, a Lovato została uznana za wielki talent. Don’t Forget utrzymane jest w rockowym i pop-rockowym stylu.

## Proces komponowania
Lovato powiedziała, że pisze bardzo mroczne piosenki, takie jak „Shadow”, „Open”, „Trash”, i „Stronger”. Dlatego poprosiła Jonas Brothers, żeby pomogli jej z zebraniem materiału na swoją płytę. Powiedziała „J-14 Magazine”: „Chętniej piszę piosenki, które nie nadawałyby się na disneyowski album. Są zbyt mroczne. Moja mama mówi: 'O mój boże, idź na terapię.’ Więc poszłam (do Jonas Brothers) i powiedziałam: 'Ummmm ... Potrzebuję pomocy w napisaniu piosenek, które wpadają w ucho, bo do moich odbiorców nie przemawia metal”.

## Lista utworów
1. „La La Land”
2. „Get Back”
3. „Trainwreck”
4. „Party”
5. „On the Line” (ft. Jonas Brothers)
6. „Don’t Forget”
7. „Gonna Get Caught”
8. „Two Worlds Collide”
9. „The Middle”
10. „Until You’re Mine”
11. „Believe in Me”[8]
12. „Lo que soy” (This is me – hiszpańska wersja, tylko na „Don’t forget: Deluxe Edition”)
13. „Behind Enemy Lines” (tylko na „Don’t Forget: Deluxe Edition”)
14. „Back Around” (tylko na „Don’t Forget: International Edition”)

## OLiS – Sprzedaż w Polsce
Album od Demi Lovato znalazł się na liście OLiS, gdzie najwyższe miejsce to jak na razie 43. Album także znalazł się na miesięcznej liście ZPAV zdobył 36. miejsce.
| Oficjalna Lista Sprzedaży OLiS |    |    |    |    |    |    |
| Tydzień                        | 01 | 02 | 03 | 04 | 05 | 06 |
| Pozycja                        | 43 | 44 | –  | 50 | 50 | 46 |

| Oficjalna Lista Sprzedaży ZPAV |    |
| Miesiąc                        | 01 |
| Pozycja                        | 36 |